# 高原村 (島根県)
高原村（たかはらむら）は、島根県邑智郡にあった村。現在の邑智郡邑南町の一部にあたる。

## 地理
- 河川：出羽川[1]、高見川[2]、円ノ板川[2]、伏谷川[3]、宇都井谷川[3]
- 山岳：火室山[2]、田ノ原冠山[2]、冠山[2]、大手山[4]

## 歴史
- 1889年（明治22年）4月1日、町村制の施行により、邑智郡高見村、原村、上原村、和田村、伏谷村が合併して村制施行し、高原村が発足[5][6]。
- 1910年（明治43年）2月、高原信用販売購買利用組合設立[5]。
- 1955年（昭和30年）4月15日、邑智郡出羽村、田所村と合併し、出羽村が存続して廃止された[5][6]。

### 地名の由来
高見村と原村から各1文字を組み合わせたもの。